# Dan Mănucă
Dan Mănucă (n. 20 mai 1938, Dolheștii Mari, jud. Baia – d. 7 mai 2017, Iași) a fost un critic și istoric literar român, eminescolog și autor al unor lucrări de referință pe teme literare.

## Biografie
S-a născut în satul Dolheștii Mari din județul Baia (azi în județul Suceava), în familia preotului și istoricului Mihai Mănucă și al învățătoarei Teodora (n. Manoliu). Tatăl său, preotul Mihai Mănucă (19 iunie 1909, Flămânzi – 22 februarie 1970, Iași), urmase studii la Seminarul Teologic „Veniamin Costachi” din Iași (1922–1930), la Facultatea de Teologie din Cernăuți (1930–1934) și la Seminarul Pedagogic Universitar din Cernăuți (1933–1935) și se înscrisese în 1939 ca doctorand al Facultății de Teologie a Universității din Iași, fiind nevoit să le întrerupă din cauza izbucnirii războiului. A activat ca diacon și profesor de limba română la Gimnaziul comercial mixt din Noua Suliță, jud. Hotin (1934–1936), diacon la Biserica „Sf. Trei Ierarhi” din Botoșani (1936–1940) și diacon la Biserica „Toma Cozma” din Iași (1940–1942); este hirotonit preot și numit preot paroh la bisericile „Toma Cozma” (1942–1947) și „Sf. Mina” (1947–1970) din Iași, predând în paralel religia și limba română la Școala „Mihail Kogălniceanu” și la „Școala de ucenici nr. 2” din Iași. În paralel cu activitatea bisericească, a avut preocupări de poet, istoric literar și istoric al Bisericii Ortodoxe Române, publicând lucrări precum Concepția etică în opera poetului Grigore Alexandrescu (1937) și Ateismul și urmările lui (1938).
Dan Mănucă a urmat studii primare la Șerboeni-Argeș și la Școala primară „Carol I” din Iași (1946–1949), apoi a urmat cursurile Liceului Internat „Costache Negruzzi” din Iași (1949–1955) și ale Facultății de Filologie a Universității „Al. I. Cuza” din Iași (1955–1960). A obținut în 1973 titlul de doctor în filologie al Universității din Iași cu teza Critica literară junimistă. 1864–1885.
După absolvirea facultății a lucrat ca traducător la Biblioteca Județeană „Gh. Asachi” din Iași (1960), zilier la Arhivele Statului, Filiala Iași (1960) și profesor de română, zoologie și cunoștințe agricole la Școala Generală din comuna Podu Iloaiei, jud. Iași (1961–1963) și profesor de română la Școala Generală din satul Prigorenii Mari, județul Iași (1961–1963). În 1963 devine cercetător științific la Institutul de Filologie Română „A. Philippide” al Academiei Române, Filiala Iași, unde lucrează o lungă perioadă (până în 2009); a îndeplinit funcția de director al acestui institut în perioada 1990–2009. În paralel, a activat și ca profesor universitar la Facultatea de Litere a Universității „Al. I. Cuza” din Iași (1994–2008), fiind conducător științific de doctorat, specialitatea literatură română (1990–2008). A beneficiat de mai multe burse de studii în Germania (1971; 1983; 1986; 1990; 1991; 1992; 1993; 1994) și Franța (1974). A fost membru al Uniunii Scriitorilor din România (din 1974) și al Asociației de Literatură Generală și Comparată din România (din 2000).

## Activitate publicistică
A debutat ca publicist în 1959 cu o recenzie de critică literară în revista Iașul literar (nr. 5/ mai 1959). Debutul editorial a avut loc în 1971 cu vol. Scriitori junimiști (1971); au urmat volumele Argumente de istorie literară (1978), Pe urmele lui Mihail Sadoveanu (1982), Lectură și interpretare (1988), Analogii (1995), Liviu Rebreanu sau lumea prezumtivului (1995), Introducere în opera lui I. Al. Brătescu Voinești (1997), Perspective critice (1998), Pelerinaj spre ființă (1999), Opinii literare (2001). A îngrijit edițiile volumelor Scrisori către Ibrăileanu, I (1966) și I. Negruzzi, Jurnal (1980) și a tipărit vol. Documente literare junimiste (1973). Volumul Critica literară junimistă (1864–1885) (1975) a fost distins cu Premiul „B.P. Hasdeu” al Academiei Române, iar Dicționarul literaturii române de la origini până la 1900 (1979), lucrare pe care a coordonat-o împreună cu Gabriela Drăgoi, Florin Faifer, Al. Teodorescu, Leon Volovici și Remus Zăstroiu, a obținut Premiul „Timotei Cipariu” al Academiei Române (1979). De asemenea, Dicționarul general al literaturii române, vol. I–II, a fost distins cu Premiul „B.P. Hasdeu” al Academiei Române (2004).
A colaborat cu studii, articole, cronici, recenzii și note la numeroase ziare și reviste, printre care: Iașul literar (1966–1967), Convorbiri literare (din 1996), România literară, Luceafărul, Ramuri, Ateneu, Revista de istorie și teorie literară, Anuar de lingvistică și istorie literară, Cahiers roumains d’études littéraires, Cronica, Limbă și literatură ș.a., precum și în numeroase culegeri tematice de studii. A fost redactor-șef adjunct al revistei Convorbiri literare (din august 2001).

## Premii și distincții
În afară de cele trei premii ale Academiei Române, criticul și istoricul literar Dan Mănucă a obținut Premiul revistei Ateneu (1993), Premiul revistei Convorbiri literare (1998), Premiul Filialei Iași a Uniunii Scriitorilor din România (1999), Premiul pentru eseu al Salonului Internațional de Carte din Chișinău (2007), Premiul Fundației Naționale „G. Călinescu” din Onești (2008) și Premiul Opera Omnia al Uniunii Scriitorilor din România, Filiala Iași (2008).
A fost decorat cu medalia comemorativă „150 de ani de la nașterea lui Mihai Eminescu” (2000) și cu Ordinul Meritul Cultural în grad de Comandor, Categoria A – „Literatură” (2004).

## Opera
- Scriitori junimiști, Junimea, 1971; ediția a doua, revăzută, Editura Princeps Edit, Iași, 2005;
- Documente literare junimiste, Iași, 1973;
- Critica literară junimistă (1864–1885), Junimea, Iași, 1975 – lucrare distinsă cu Premiul „B.P. Hasdeu” al Academiei Române;
- Argumente de istorie literară, Junimea, Iași, 1978;
- Dicționarul literaturii române de la origini până la 1900 (coautor și coordonator), Editura Academiei Române, București, 1979 – lucrare distinsă cu Premiul „T. Cipariu” al Academiei Române, ex aequo;
- Pe urmele lui Mihail Sadoveanu, Editura  Sport  Turism, București, 1982;
- Lectură și interpretare. Un model epic, Minerva, București, 1988;
- Analogii. Constante ale istoriei literare românești, Junimea, Iași, 1995;
- Liviu Rebreanu sau lumea prezumtivului, Editura Moldova, Iași, 1995;
- Introducere în opera lui I. Al. Brătescu Voinești, Minerva, București, 1997;
- Perspective critice, Editura Universității  „Al. I.Cuza”, Iași, 1998;
- Pelerinaj spre ființă. Eseu asupra imaginarului poetic eminescian, Polirom, Iași, 1999;
- Principiile criticii literare junimiste (1864–1885), Junimea, Iași, 2000;
- Opinii literare, Cartea Românească, București, 2001;
- Dicționarul general al literaturii române (coautor, membru în comisia de coordonare și revizie), vol. I–VII, Editura Univers Enciclopedic, București, 2004–2009;
- Literatură și ideologie, Editura Timpul, Iași, 2005;
- Restituiri (Critica criticii), Editura Princeps Edit, Iași, 2007;
- Oglinzi paralele. Secvențe eminesciene, Editura EuroPress Grup, București, 2008;
- Dicționarul literaturii române (coautor), coordonator general Eugen Simion, vol. I–II, Editura Univers Enciclopedic Gold, București, 2012;
- Literatură, identitate și regionalism, Princeps Edit, Iași, 2012.

### Ediții îngrijite
- Scrisori către G. Ibrăileanu, vol. I, E.P.L., București, 1966 (în colaborare cu Al. Dima, N. I. Popa, Al. Teodorescu, I. Lăzărescu);
- Documente literare junimiste, ediție și studiu introductiv, Junimea, Iași, 1973;
- Iacob  Negruzzi, Jurnal, Editura Dacia, Cluj-Napoca, 1980 (în colaborare cu Horst Fassel);
- Constantin Sporea, Memorii (1876–1954), Editura Timpul, Iași, 2001 (în colaborare cu Horst Fassel).